# Роберт Блюм
Роберт Блюм (нім. Robert Blum, 10 листопада 1807 — 9 листопада 1848) — німецький політичний діяч і публіцист. На початку революції 1848—49 в Німеччині очолював саксонську демократичну партію. Обраний депутатом Франкфуртських Національних зборів, Блюм очолив їх ліве, демократичне крило.

## Життєпис

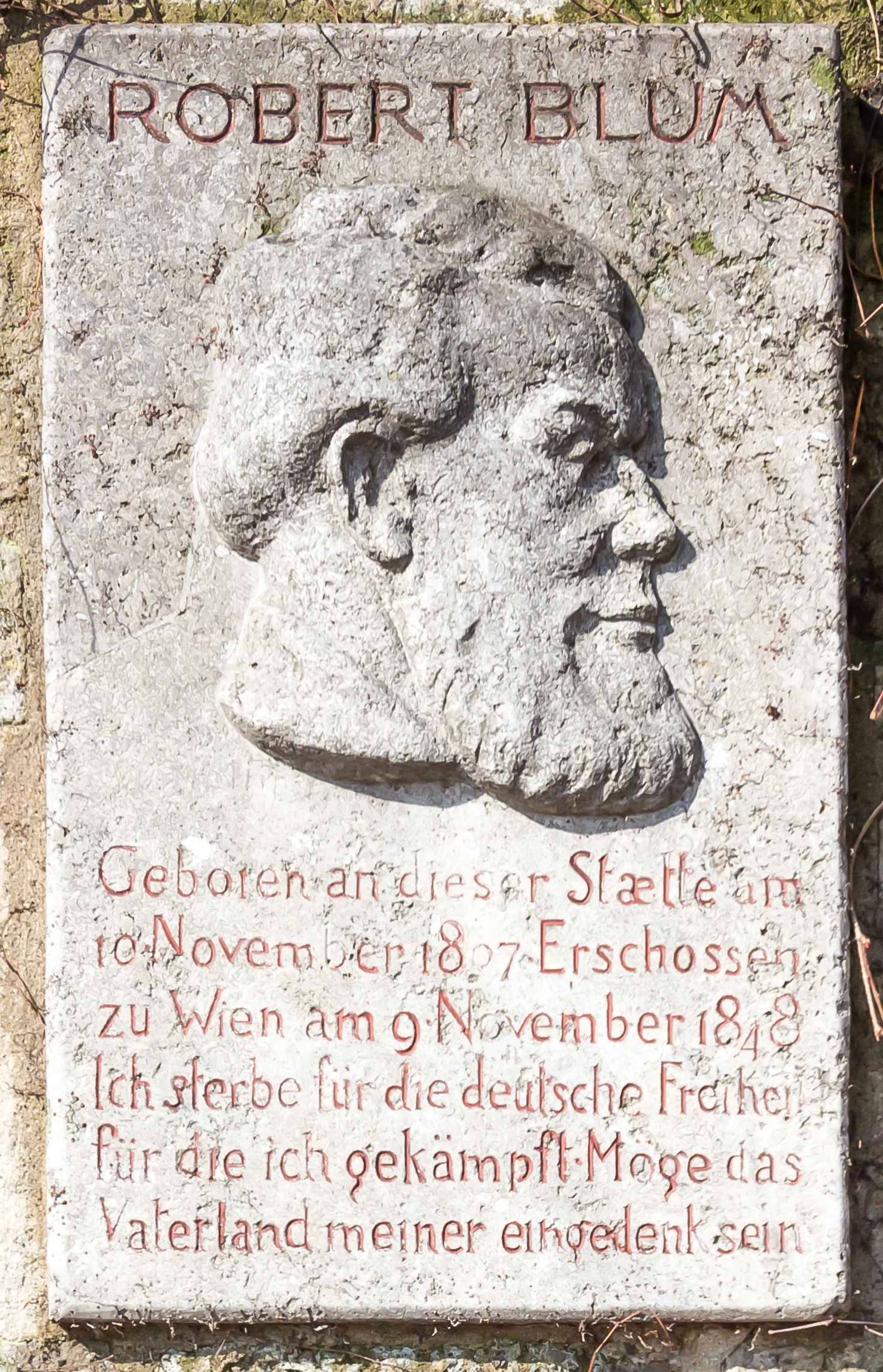
Меморіальна дошка Роберту Блюму

Брав участь у барикадних боях у Відні в жовтні 1848. Розстріляний за вироком австрійського військового суду.